# Kenya (album)
Pour les articles homonymes, voir Kenya (homonymie).
Albums de Machito
Machito y sus Afro Cubans
(1957) El As de la Rumba
(1958)
Kenya est un album de Machito, sorti en 1958.

## L'album
Il fait partie des 1001 albums qu'il faut avoir écoutés dans sa vie. 

### Titres
Tous les titres sont de Mario Bauzá et René Hernández, sauf mentions. 
1. Wild Jungle (2:47)
2. Congo Mulence (Ahmad Kharab Salim) (2:56)
3. Kenya (Mario Bauzá, René Hernández, J.J. Johnson) (3:28)
4. Oyeme (Ahmad Kharab Salim) (3:13)
5. Holiday (2:49)
6. Cannonology (Ahmad Kharab Salim) (2:31)
7. Frenzy (2:42)
8. Blues a la Machito (Ahmad Kharab Salim) (3:03)
9. Conversation (Charles Mingus, Ahmad Kharab Salim) (2:58)
10. Tin Tin Deo (Gil Fuller, Dizzy Gillespie, Chano Pozo) (2:57)
11. Minor Rama (Ahmad Kharab Salim) (3:03)
12. Tururato (Ahmad Kharab Salim) (3:11)

### Musiciens
- Cannonball Adderley : saxophone (alto)
- Mario Bauzá : saxophone (alto), trompette
- Eddie Bert, Rex Peer, Santo Russo, Bart Varsalona : trombone
- Pedro Boulong, Jose Mangual : bongas
- Doc Cheatham, Paul Cohen, Paquito Davilla, Joe Livramento : trompette
- René Hernández : piano
- Leslie Johnakins : saxophone (baryton)
- Jose Madera, Ray Santos Jr. : saxophone (Ténor)
- Joe Newman, Francis Williams : trompette
- Roberto Rodriguez : basse
- José Silva : percussions
- Machito : maracas, percussions